# Rafael Alencar
Pour les articles homonymes, voir Alencar.
Rafael Alencar, né le 18 juillet 1978 à João Pessoa dans la Paraiba, est un acteur brésilien de films pornographiques gays, qui a tourné de nombreuses vidéos pour des studios américains, tel Falcon ou Raging Stallion Studios. Il a aussi fait de nombreuses couvertures de magazine dans le monde entier.

## Biographie
Cette section ne s'appuie pas, ou pas assez, sur des sources secondaires ou tertiaires indépendantes du sujet.

Pour l'améliorer, ajoutez-en, ou placez des modèles {{Source secondaire souhaitée}} ou {{Source secondaire nécessaire}} sur les passages mal sourcés. (août 2023)
Rafael Alencar est né dans l'État de Paraiba, au Brésil, de parents portugais et juifs d'Europe. Il parle couramment portugais et a des notions d'hébreu, allemand, espagnol et anglais. Il est diplômé en odontologie et a travaillé pendant trois ans dans une clinique dentaire au Brésil, puis il a commencé comme mannequin pour différentes marques de sous-vêtements, dont Calvin Klein.
En 2003, il est repéré par le réalisateur de films pornographiques Kristen Bjorn. Il joue des rôles principalement actifs, pour des studios tels que Studio 2000, Hot House Entertainment, Raging Stallion Studios et Lucas Entertainment, ainsi que pour le site Men.com. Il obtient une réputation grâce à son physique remarquable, que ce soit avec un sexe de 23 cm et des fessiers rebondis.
Alencar est également écrivain, réalisateur, producteur et interprète dans différentes productions pour le studio Black Scorpion Entertainment.

## Filmographie
Vidéos
- 2003 : Men Amongst The Ruins de Kristen Bjorn (Kristen Bjorg Video, États-Unis)
- 2003 : 8 Inches de Max Julien (Marcostudio, Brésil)
- 2003 : Ace In The Hole (Studio 2000, États-Unis)
- 2004 : ParaShooter de Kristen Bjorn (Kristen Bjorn Video, États-Unis)
- 2004 : Bad Boys Club 1 de Doug Jeffries, Derek Kent et John Travis (Studio 2000, États-Unis)
- 2004 : Kolbenfresser (Oil Change 2) de Jörg Andreas (Cazzo Films, Allemagne)
- 2004 : The American Lover (Pau Brasil Productions, Brésil)
- 2004 : Getting it Straight (Falcon, États-Unis)
- 2004 : Gored (Studio 2000, États-Unis)
- 2005 : In The Jeans de Mike Donner (Studio 2000, États-Unis)
- 2005 : Hard as Wood (Monster Bang 7) de Michael Brandon et Chris Ward (Raging Stallion, États-Unis)
- 2005 : Play On (Studio 2000, États-Unis)
- 2005 : Weekend Blowout (Studio 2000, États-Unis)
- 2006 : Manhunt 2.0 de Steven Scarborough (Hot House, États-Unis)
- 2006 : Fistpack 6: Can Openers de Chris Ward (Raging Stallion, États-Unis)
- 2006 : Ass Quest 2 de Michael Brandon (Raging Stallion, États-Unis)
- 2008 : King Size (Hot House)
- 2008 : Return to Fire Island (Lucas Entertainment)
- 2009 : Wall Street de Michael Lucas
- 2009 : Revenge (Lucas Entertainment)
- 2010 : Heat Wave de Michael Lucas
- 2010 : Boners (Raging Stallion)
- 2011 : Executives (Lucas Entertainment)
- 2011 : Hot Property (Falcon Studios)

## Récompenses
Nommé aux GayVN Awards dès 2004, Rafael Alencar remporte un des GayVN Awards en 2010 pour une scène de Wall Street.
La même année, il reçoit l'un des Grabby Awards.